# Top Gear USA
Top Gear USA ist ein amerikanisches Automagazin und Spin-off der BBC-Reihe Top Gear. Die Sendung wird moderiert von Rennfahrer Tanner Foust, Schauspieler und Comedian Adam Ferrara sowie Rennsportexperte Rutledge Wood. Wie im britischen Vorbild, tritt in der Sendung auch The Stig auf und es werden auch Prominente eingeladen, um ihre schnellste Runde zu fahren.
In den USA wird die Sendung auf dem History Channel ausgestrahlt, in Deutschland auf Motorvision TV bzw. N24 und RTL II sowie RTL NITRO.
Die Sendung wurde mit dem Ende der 6. Staffel am 28. Juni 2016 von History abgesetzt. Kurze Zeit später gab der Sender BBC America bekannt, die Sendung unter dem Titel Top Gear America  mit anderen Moderatoren neu aufzulegen. Moderieren werden unter anderem der Schauspieler und Rennfahrer William Fichtner und der britische Journalist Tom „Wookie“ Ford. Diese Sendung wurde seit 30. Juli 2017 ausgestrahlt, jedoch erfolgte nach Ausstrahlung der ersten Staffel, eine mehr als dreijährige Unterbrechung. Eine zweite Staffel soll ab Januar 2021 mit abermals neuem Moderatorentrio ausgestrahlt werden.

## Die Sendung
Tanner, Adam und Rutledge testen Fahrzeuge aller Art in allen möglichen und unmöglichen Situationen: Vom ultimativen Mietwagen-Test (im Off-Roader-Paradies Moab in Utah) über die Suche nach dem „unkaputtbarsten“ Wagen, bis hin zur Sturmprüfung  von umgebauten Wohnmobilen. Ähnlich wie beim britischen Vorbild stehen Fahrspaß und ungewöhnliche Herausforderungen im Mittelpunkt der Sendung – neben Fahrzeugchecks, Interviews und Testfahrten auf der klassischen Rennstrecke.

## Episoden
| Nummer (ges.) | Nummer (Staffel) | Deutscher Titel         | Originaltitel             | Erstausstrahlung (USA) | Erstausstrahlung (Deutschland) |
| ------------- | ---------------- | ----------------------- | ------------------------- | ---------------------- | ------------------------------ |
| 1             | 1                | Angriff der Cobra       | Cobra Attack              | 21. November 2010      | 3. September 2012              |
| 2             | 2                | Pistensau               | Blind Drift               | 28. November 2010      | 10. September 2012             |
| 3             | 3                | Adam hebt ab            | Flying Coupe DeVille      | 5. Dezember 2010       | 17. September 2012             |
| 4             | 4                | Ford gegen Fallschirm   | Halo Vs. Velociraptor     | 12. Dezember 2010      | 24. September 2012             |
| 5             | 5                | Gurken im Bootcamp      | Beater Boot Camp          | 19. Dezember 2010      | 1. Oktober 2012                |
| 6             | 6                | Fast in Florida         | Fast In Florida           | 26. Dezember 2010      | 8. Oktober 2012                |
| 7             | 7                | Dubiose Geschäfte       | Used Car Salesman         | 2. Januar 2011         | 15. Oktober 2012               |
| 8             | 8                | Fahren oder Fliegen     | Car Vs. Plane             | 9. Januar 2011         | 22. Oktober 2012               |
| 9             | 9                | Amerikas taffster Truck | America’s Toughest Trucks | 16. Januar 2011        | 29. Oktober 2012               |
| 10            | 10               | Best of Staffel 1       | Best Of Top Gear          | 23. Januar 2011        | 5. November 2012               |

| Nummer (ges.) | Nummer (Staffel) | Deutscher Titel            | Originaltitel              | Erstausstrahlung (USA) | Erstausstrahlung (Deutschland) |
| ------------- | ---------------- | -------------------------- | -------------------------- | ---------------------- | ------------------------------ |
| 11            | 1                | Texas Rallye               | Texas                      | 24. Juli 2011          | 17. Juli 2013                  |
| 12            | 2                | High School Heizer         | First Cars                 | 31. Juli 2011          | 17. Juli 2013                  |
| 13            | 3                | Amerikas fetteste Pickups  | America’s Strongest Pickup | 7. August 2011         | 24. Juli 2013                  |
| 14            | 4                | Im Tal des Todes           | Death Valley               | 14. August 2011        | 24. Juli 2013                  |
| 15            | 5                | Billige Bonzenkarren       | Luxury Car Challenge       | 21. August 2011        | 31. Juli 2013                  |
| 16            | 6                | Das Ramsch-Rennen          | The $500 Challenge         | 28. August 2011        | 31. Juli 2013                  |
| 17            | 7                | Alle gegen Tanner          | Beating Tanner             | 4. September 2011      | 29. Juli 2013                  |
| 18            | 8                | Hollywood Cars             | Hollywood Cars             | 18. September 2011     | 29. Juli 2013                  |
| 19            | 9                | Dicke Brummis              | Big Rigs                   | 14. Februar 2012       | 30. Juli 2013                  |
| 20            | 10               | Muscle-Cars                | Muscle Cars                | 21. Februar 2012       | 30. Juli 2013                  |
| 21            | 11               | Rollende Särge             | Dangerous Cars             | 28. Februar 2012       | 1. August 2013                 |
| 22            | 12               | Minivans im Wilden Westen  | Continental Divide         | 6. März 2012           | 1. August 2013                 |
| 23            | 13               | Coole Cabrios              | Supercars                  | 13. März 2012          | 2. August 2013                 |
| 24            | 14               | Limousinen XXL             | Limos                      | 20. März 2012          | 2. August 2013                 |
| 25            | 15               | Ruts Show                  | Rut’s Show                 | 27. März 2012          | 31. Juli 2013                  |
| 26            | 16               | Gebraucht und geschmacklos | Worst Cars                 | 3. April 2012          | 31. Juli 2013                  |

| Nummer (ges.) | Nummer (Staffel) | Deutscher Titel             | Originaltitel          | Erstausstrahlung (USA) | Erstausstrahlung (Deutschland) |
| ------------- | ---------------- | --------------------------- | ---------------------- | ---------------------- | ------------------------------ |
| 27            | 1                | Das perfekte Polizeiauto    | Police Cars            | 14. August 2011        | 22. Mai 2013                   |
| 28            | 2                | Klasse Kleinwagen           | Small Cars             | 21. August 2012        | 22. Mai 2013                   |
| 29            | 3                | Kultige Klassiker           | Cult Classics          | 28. August 2012        | 29. Mai 2013                   |
| 30            | 4                | Volltanken bitte!           | One Tank               | 4. September 2012      | 29. Mai 2013                   |
| 31            | 5                | Turbo-Trecker               | The Tractor Challenge  | 18. September 2012     | 5. Juni 2013                   |
| 32            | 6                | Misshandelte Mietwagen      | Monument To Moab       | 25. September 2012     | 5. Juni 2013                   |
| 33            | 7                | College-Karren              | College Cars           | 29. Januar 2013        | 12. Juni 2013                  |
| 34            | 8                | Sensationeller Schrott      | America’s Toughest Car | 5. Februar 2013        | 12. Juni 2013                  |
| 35            | 9                | Wunderwelt Wohnmobil        | RVs                    | 12. Februar 2013       | 19. Juni 2013                  |
| 36            | 10               | Billig auf Speed            | 150 MPH Challenge      | 19. Februar 2013       | 19. Juni 2013                  |
| 37            | 11               | Taxi Total                  | Taxis                  | 26. Februar 2013       | 26. Juni 2013                  |
| 38            | 12               | Adams Show                  | Adam’s Show            | 5. März 2013           | 26. Juni 2013                  |
| 39            | 13               | Der Zerstörer               | Doomsday Drive         | 12. März 2013          | 3. Juli 2013                   |
| 40            | 14               | Poserkarren im Pulverschnee | Mammoth Mountain       | 19. März 2013          | 3. Juli 2013                   |
| 41            | 15               | Eiskalt erwischt            | Minnesota Ice Driving  | 26. März 2013          | 10. Juli 2013                  |
| 42            | 16               | Eroberung Islands           | Vicking Trucks         | 2. April 2013          | 10. Juli 2013                  |

| Nummer (ges.) | Nummer (Staffel) | Deutscher Titel           | Originaltitel          | Erstausstrahlung (USA) | Erstausstrahlung (Deutschland) |
| ------------- | ---------------- | ------------------------- | ---------------------- | ---------------------- | ------------------------------ |
| 43            | 1                | Go West!                  | Coast To Coast         | 3. September 2013      | 10. Oktober 2014               |
| 44            | 2                | Abenteuer Alaska          | Alaskan Adventure      | 10. September 2013     | 17. Oktober 2014               |
| 45            | 3                | Rock ’n’ Rallye           | Off Road Racing        | 17. September 2013     | 24. Oktober 2014               |
| 46            | 4                | Fette Straßenkreuzer      | America’s Biggest Cars | 24. September 2013     | 31. Oktober 2014               |
| 47            | 5                | Heiße Öfen                | Sturgis                | 22. Oktober 2013       | 7. November 2014               |
| 48            | 6                | Schwimmende Schrottkarren | Can Cars Float?        | 29. Oktober 2013       | 14. November 2014              |
| 49            | 7                | Voll unter Strom          | Fully Charged          | 5. November 2013       | 21. November 2014              |
| 50            | 8                | Made in USA               | American Supercars     | 12. November 2013      | 28. November 2014              |
| 51            | 9                | Power-Pickups             | Big Bad Trucks         | 19. November 2013      | 5. Dezember 2014               |
| 52            | 10               | Testosteron-Schleudern    | Fountain of Youth      | 26. November 2013      | 12. Dezember 2014              |

| Nummer (ges.) | Nummer (Staffel) | Deutscher Titel                   | Originaltitel          | Erstausstrahlung (USA) | Erstausstrahlung (Deutschland) |
| ------------- | ---------------- | --------------------------------- | ---------------------- | ---------------------- | ------------------------------ |
| 53            | 1                | Amerikanische Muscle-Cars         | American Muscle        | 3. Juni 2014           | 31. Mai 2015 (RTL 2)           |
| 54            | 2                | Allrad Challenge                  | Desert Trailblazers    | 10. Juni 2014          | 7. Juni 2015 (RTL 2)           |
| 55            | 3                | Duell der 80er-Jahre-Klassiker    | 80’s Power             | 17. Juni 2014          | 14. Juni 2015 (RTL 2)          |
| 56            | 4                | Schnee-Inferno                    | Snow Show              | 24. Juni 2014          | 21. Juni 2015 (RTL 2)          |
| 57            | 5                | Big Rig                           | Off Road Big Rigs      | 1. Juli 2014           | 28. Juni 2015 (RTL 2)          |
| 58            | 6                | Familienkutschen der Sonderklasse | Cool Cars for Grownups | 8. Juli 2014           | 5. Juli 2015 (RTL 2)           |
| 59            | 7                | Bis ans Limit                     | What Can it Take?      | 30. September 2014     | 12. Juli 2015 (RTL 2)          |
| 60            | 8                | Geschwindigkeitsrausch            | Need for Speed         | 7. Oktober 2014        | 19. Juli 2015 (RTL 2)          |
| 61            | 9                | Freizeit-Racer                    | Weekend Race Cars      | 14. Oktober 2014       | 26. Juli 2015 (RTL 2)          |
| 62            | 10               | Appalachian Trail                 | Appalachian Trail      | 21. Oktober 2014       | 2. August 2015 (RTL 2)         |

..